# Konrad Marklowski
Konrad Marklowski (ur. 17 lutego 1912 w Królewskiej Hucie, zm. 26 września 1990 w Rudzie Śląskiej) – polski ksiądz katolicki, tłumacz Pisma Świętego.

## Życiorys
W 1932 ukończył Państwowe Gimnazjum Klasyczne w Królewskiej Hucie i w tym samym roku wstąpił do Śląskiego Seminarium Duchownego z siedzibą w Krakowie. Święcenia kapłańskie przyjął 20 czerwca 1937, w tym samym roku obronił także pracę magisterską z teologii na Uniwersytecie Jagiellońskim. Po święceniach pracował w Czarnym Lesie, od 1940 w Świętochłowicach, od 1944 w Mysłowicach, od 1947 w Bogucicach, od 1948 w Bielsku. W 1952 został administratorem parafii św. Marii Magdaleny w Chorzowie Starym, w 1953 administratorem parafii św. Józefa w Rudzie Śląskiej, od 1955 do 1987 był administratorem i następnie proboszczem parafii Ducha Świętego w Czarnym Lesie.
Pracę duszpasterską łączył z pracą dydaktyczną i translatorską. W 1948 obronił na Uniwersytecie Jagiellońskim pracę doktorską Księga Koheleta. Wstęp, tłumaczenie i komentarz napisaną pod kierunkiem ks. Józefa Kaczmarczyka. Tłumaczenie Księgi Koheleta przygotował także dla Biblii Tysiąclecia. Dla Biblii poznańskiej przetłumaczył natomiast księgi: Psalmów (1-100), Ozeasza, Joela, Amosa, Abdiasza, Jonasza, Micheasza, Nahuma, Habakuka, Sofoniasza, Aggeusza, Zachariasza i Malachiasza. W maszynopisie pozostawił niewykorzystany ostatecznie komentarz do Księgi Koheleta przygotowany dla serii tzw. komentarzy KUL W latach 1958–1986 był wykładowcą Wyższego Śląskiego Seminarium Duchownego.